# 俄亥俄小鱸
俄亥俄小鱸為輻鰭魚綱鱸形目鱸亞目河鱸科的其中一種，分布於加拿大、美國東部及北部的淡水流域，體長可達18公分，棲息在水流快速、沙石底質的溪流，屬肉食性，以水生昆蟲、螺類等為食。